# Памятник Ататюрку (Баку)
Памятник Мустафе Кемалю Ататюрку (азерб. Mustafa Kamal Atatürkün heykəli) — установленный 17 мая 2010 года в Баку памятник основателю Турецкой Республики, лидеру Турецкого национального движения в войне за независимость Турции Мустафе Кемалю Ататюрку.

## Установка памятника
Памятник основателю Турецкой Республики Мустафе Кемалю Ататюрку был установлен 17 мая 2010 года в Насиминском районе Баку, перед посольством Турции в Азербайджане, в парке на пересечении улиц Самеда Вургуна и Бакиханова. В церемонии открытия приняли участие президент Азербайджана Ильхам Алиев и его супруга Мехрибан Алиева, тогдашний премьер-министр Турции Реджеп Тайип Эрдоган и его супруга Эмине Эрдоган. По случаю события в парке, украшенном государственными флагами Азербайджана и Турции, был выстроен почётный караул. Автором памятника является народный художник Азербайджана, ректор Азербайджанской государственной академии художеств Омар Эльдаров.